# Megachile nigropectoralis
Megachile nigropectoralis är en biart som beskrevs av Wu 2005. Megachile nigropectoralis ingår i släktet tapetserarbin, och familjen buksamlarbin. Inga underarter finns listade i Catalogue of Life.